# Чемпионат Казахстана по футболу среди женщин 2020
XVIII Чемпионат Казахстана по футболу среди женщин проводился с 11 сентября по 13 октября 2020 года. Чемпионский титул снова завоевала команда «БИИК-Казыгурт» (Шымкент). Изначально проведения соревнования было запланировано на май месяц, но из-за пандемии COVID-19 был отложен и сыгран в два круга. Место проведения первого круга стал Спорткомплекс «БИИК» в городе Шымкент с 11 сентября по 19 сентября. Место проведения второго круга стал стадион «Намыс» также в городе Шымкент с 5 октября по 13 октября.

## Регламент

### Участие лучших команд веврокубках
По состоянию на начало чемпионата квота Казахстана на участие в еврокубках была следующей:
| Место | Турнир                           | Начало выступления     |
| ----- | -------------------------------- | ---------------------- |
| 1-е   | Лига чемпионов УЕФА среди женщин | 1/32 финала            |
| 2-е   | Лига чемпионов УЕФА среди женщин | Квалификационный раунд |

## Турнирная таблица

### Таблица
| М | Команда       | И | В | Н | П | Мячи    | ±   | О  | Примечания                                                     |
| - | ------------- | - | - | - | - | ------- | --- | -- | -------------------------------------------------------------- |
| 1 | БИИК-Казыгурт | 8 | 8 | 0 | 0 | 64 − 1  | +63 | 24 | Клуб участвующий в 1/32 финала Лиги чемпионов УЕФА             |
| 2 | Окжетпес      | 8 | 6 | 0 | 2 | 30 − 8  | +22 | 18 | Клуб участвующий в квалификационном раунде Лиги чемпионов УЕФА |
| 3 | СДЮСШОР №8    | 8 | 3 | 1 | 4 | 21 − 15 | +6  | 10 |                                                                |
| 4 | ДЮСШ №7       | 8 | 2 | 1 | 5 | 6 − 41  | −35 | 7  |                                                                |
| 5 | Кызылорда     | 8 | 0 | 0 | 8 | 2 − 55  | −53 | 0  |                                                                |

И — игры, В — выигрыши, Н — ничьи, П — проигрыши, Мячи — забитые и пропущенные голы, ± — разница голов, О — очки

## Лучшие Игроки
Лучшая вратарь — Оксана Железняк («БИИК-Казыгурт»)
Лучшая защитница — Анастасия Власова («Окжетпес»)
Лучшая полузащитница — Екатерина Бабшук («БИИК-Казыгурт»)
Лучшая нападающия  — Рэйчел Кундананджи («БИИК-Казыгурт»)
Лучшая игрок — Бегаим Киргизбаева («Окжетпес»)